# Tephritis aenea
Tephritis aenea är en tvåvingeart som först beskrevs av Macquart 1847.  Tephritis aenea ingår i släktet Tephritis och familjen fläckflugor. Inga underarter finns listade i Catalogue of Life.